# بيهنة الجوملي (يافع)

تعديل مصدري - تعديل

بيهنة الجوملي هي إحدى قرى عزلة لبعوس بمديرية يافع التابعة لمحافظة لحج، بلغ تعداد سكانها 271 نسمة حسب تعداد اليمن لعام 2004.